# Finchové

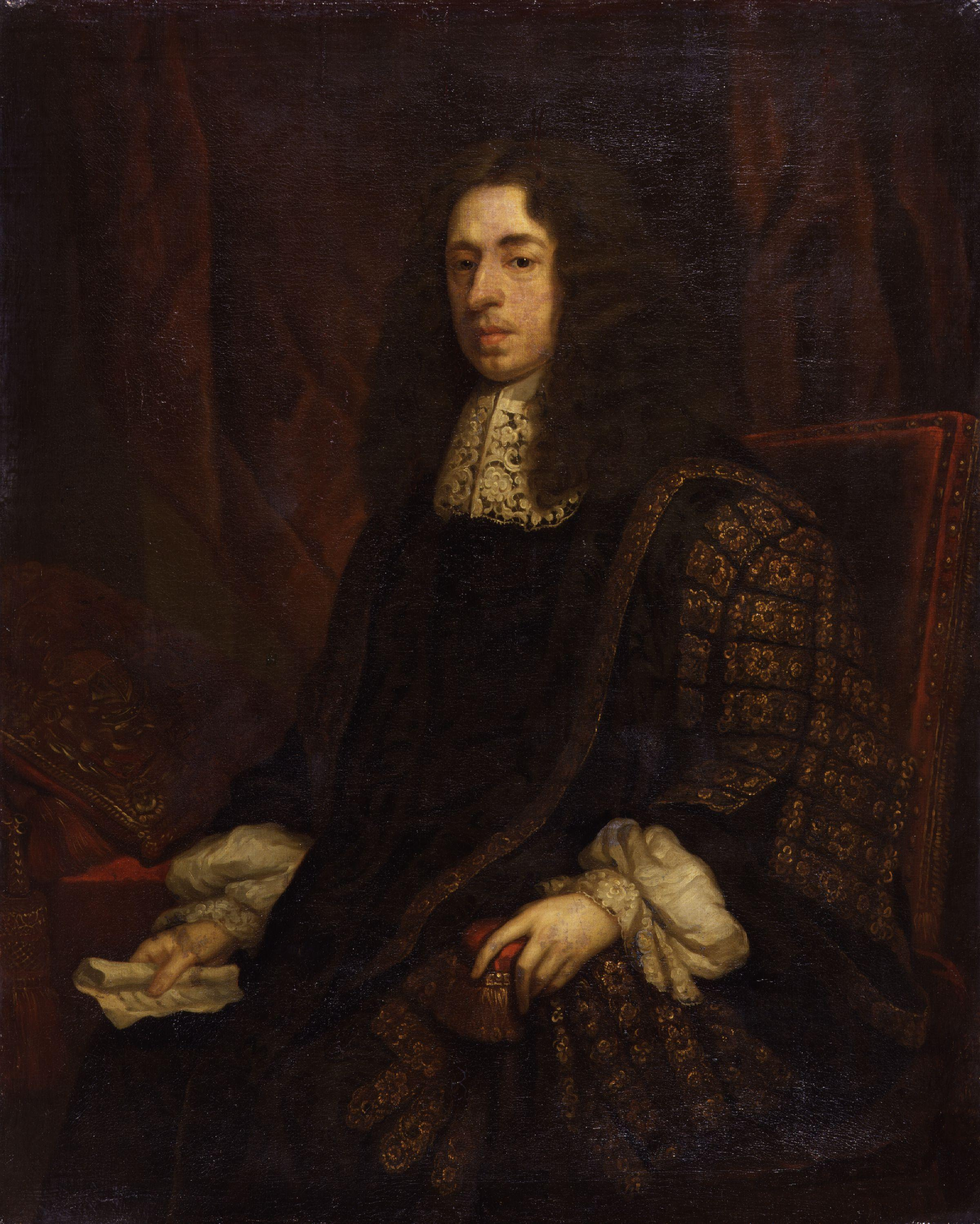
Lord kancléř Anglického království Heneage Finch, 1. hrabě z Nottinghamu (1620–1682; Godfrey Kneller, 1680, Národní portrétní galerie)

Finchové (Finch-Hatton, Finch-Knightley) jsou anglický šlechtický rod, který se v 17. a 18. století stal významnou politickou dynastii v britských dějinách. Majetkový a společenský vzestup rodu byl spojen s příbuzenským vztahem s významným dvořanem a politikem z doby vlády Alžběty I. Thomasem Heneagem (1532–1595), jehož příjmení se jako křestní jméno Heneage objevuje u Finchů až do 20. století. Na počátku vlády Stuartovců dva Finchové zastávali funkci předsedy Dolní sněmovny a v roce 1628 získali první hraběcí titul z Winchilsey. Anglický lord kancléř Heneage Finch, 1. hrabě z Nottinghamu (1620–1682), byl významným právníkem v době restaurace Stuartovců a v roce 1681 získal pro rodinu druhý hraběcí titul z Nottinghamu. Jeho mladší syn Heneage Finch, 1. hrabě z Aylesfordu (1649–1719), navázal na otcovu právnickou kariéru a v roce 1714 v jeho osobě Finchové obdrželi třetí hraběcí titul z Aylesfordu. Na přelomu 17. a 18. století řada členů rodu zasedala v Dolní sněmovně (někteří z nich za prestižní volební obvody cambridgeské a oxfordské univerzity), zastávali významné funkce u dvora, ve vládě nebo diplomacii. Přestože byli jako stoupenci strany toryů po roce 1714 dlouhodobě zbaveni politického vlivu, po volbách v roce 1727 došlo k unikátní situaci, kdy v obou sněmovnách zasedalo celkem devět Finchů (členy Sněmovny lordů byli 6. hrabě z Winchilsey, 2. hrabě z Nottinghamu a 2. z Aylesfordu, poslanecké mandáty za různé volební obvody Dolní sněmovny zastupovalo dalších šest členů rodu z různých rodových linií). V polovině 18. století se sice dostali opět k vysokým úřadům, ale nakonec jejich celkový vliv na politiku upadl během 19. století. Jako poslední z rodu byl členem vlády nejvyšší hofmistr 4. hrabě z Aylesfordu. Nejvíce se proslavil George William Finch, 10. hrabě z Winchilsey díky souboji, který podstoupil v roce 1829 s vévodou Wellingtonem kvůli politickému sporu v Horní sněmovně. Hraběcí tituly z Winchilsey a Nottinghamu jsou od roku 1729 sloučeny v jedné linii. Hlavním rodovým sídlem byl přes tři století zámek Eastwell Park (Kent), který Finchům patřil v letech 1546-1868. V době hospodářského úpadku museli toto sídlo v 19. století prodat. Jejich majetkem zůstává dodnes zámek Kirby Hall (Northamptonshire) získaný dědictvím v roce 1764 spolu s přijetím příjmení Finch-Hatton. V současnosti rod reprezentují dva zástupci, Daniel James Finch-Hatton, 17. hrabě z Winchilsey a 12. hrabě z Nottinghamu (*1967) a Charles Heneage Finch-Knightley, 12. hrabě z Aylesfordu (*1947).
Původ Finchů není zcela objasněn, podle některých pramenů pocházejí jejich předkové z potomstva Henryho Fitzherberta, nejvyššího komořího krále Jindřicha I. a mimo jiné předka klanu Herbertů. Jméno Finch přijali Fitzherbertovi potomci na základě spříznění s původním klanem Finchů, ale sledovatelný rodokmen začíná až s Williamem Finchem, který se uvádí v polovině 15. století jako šerif v Sussexu a Surrey. Vzestup rodu mezi významnou anglickou šlechtu zahájil až o sto let později Sir Thomas Finch, jehož potomstvo během 17. a 18. století získalo značný majetek a tři hraběcí tituly.

## Hrabata z Winchilsey

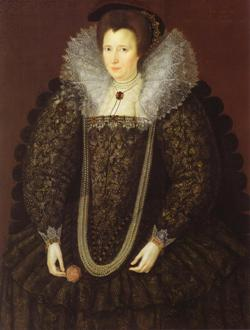
Elizabeth Finch, rozená Heneage, hraběnka z Winchilsey (1557–1634)

Zakladatelem rodiny hrabat z Winchilsey i všech dalších linií byl Sir Thomas Finch, který od roku 1546 vlastnil panství Eastwell Park (Kent). Jeho syn Sir Moyle Finch (1555–1614) byl několikrát členem Dolní sněmovny a šerifem v Kentu. V roce 1611 získal titul baroneta odvozený od názvu rodového sídla. Jeho manželka Elizabeth (1557–1634), dcera významného politika alžbětinské éry Thomase Heneage (1532–1595), získala v roce 1628 titul hraběnky z Winchilsey (podle přístavu Winchelsea nedaleko od hlavního rodového sídla Eastwell Park; město dnes nese název Winchelsea, ale v titulatuře Finchů je titul dodnes zachován s původním pravopisem Winchilsea). Moylův mladší syn Sir Heneage Finch (1580–1631) byl předsedou Dolní sněmovny a stál u zrodu linie hrabat z Nottinghamu. Pokračovatelem linie hrabat z Winchilsey byl Moylův starší syn Thomas Finch, 2. hrabě z Winchilsey (1578–1639). V další generaci vynikl Heneage Finch, 3. hrabě z Winchilsey (1627–1689), který jako dvořan a diplomat patřil k významným osobnostem restaurace Stuartovců. Jeho nejstarší syn William (1652–1672) padl v námořní válce s Holandskem a dědicem titulu byl vnuk Charles Finch, 4. hrabě z Winchilsey(1672–1712), který byl krátce ministrem obchodu (1711–1712). Zemřel bez potomstva a titul po něm zdědili postupně dva strýcové. Také oni zemřeli bez potomstva a posledním samostatným nositelem titulu byl John Finch, 6. hrabě z Winchilsey (1682–1729). Poté přešel titul na mladší linii hrabat z Nottinghamu a od té doby jsou tituly užívány souběžně. Vymřením hrabat z Winchilsey v roce 1729 zanikl titul barona Fitzherberta.

## Hrabata z Nottinghamu

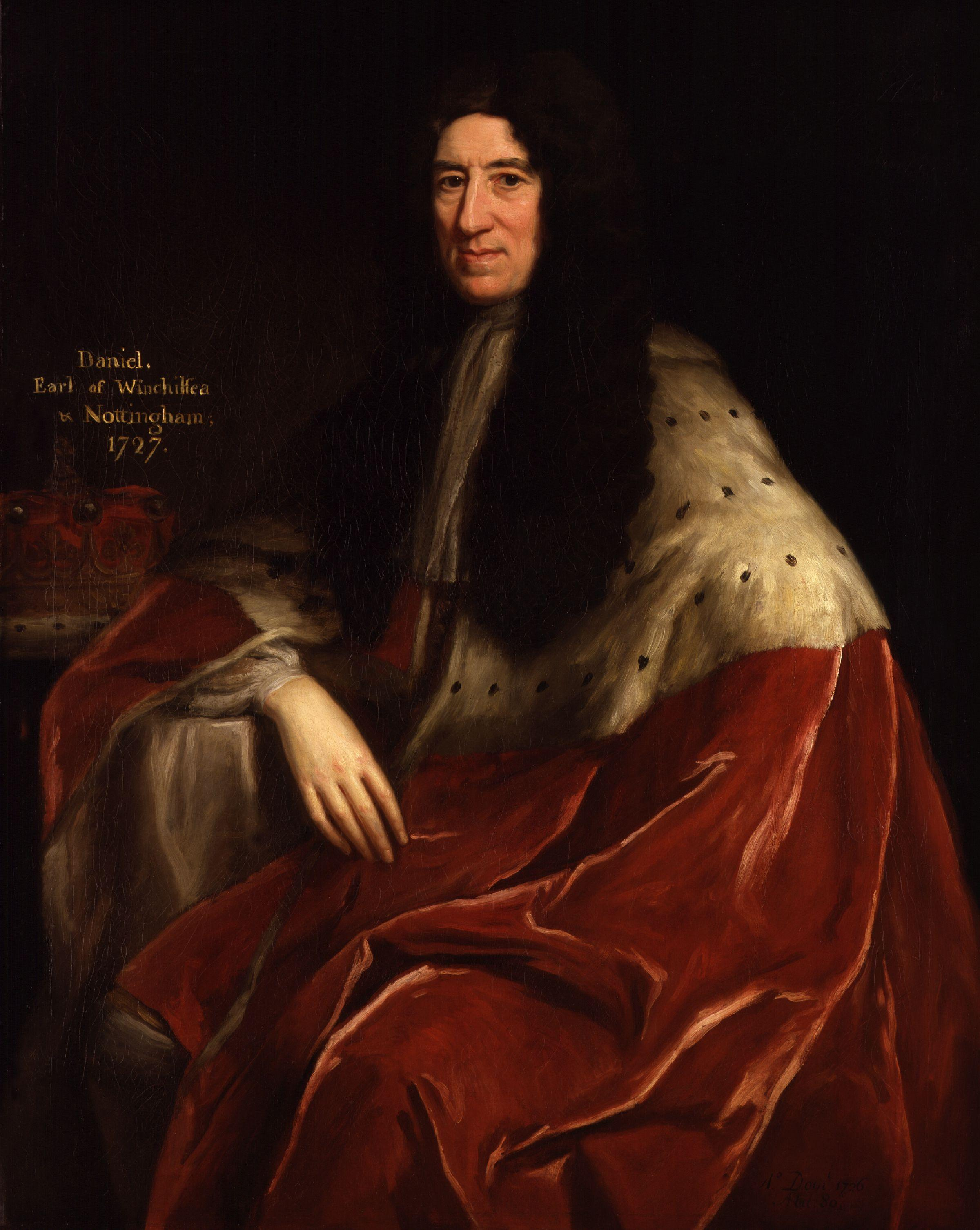
Daniel Finch, 2. hrabě z Nottinghamu (1647–1730)

Linii hrabat z Nottinghamu založil významný právník Heneage Finch (1620–1682), synovec 3. hraběte z Winchilsey a syn předsedy Dolní sněmovny Heneage Finche (1580–1631). Heneage Finch mladší zastával po restauraci Stuartovců nejvyšší funkce v justici a nakonec byl lordem kancléřem (1673–1682). V roce 1673 byl povýšen na barona z Daventry a nakonec získal titul hraběte z Nottinghamu (1681; předchozím nositelem titulu byl rod Howardů, který v této linii vymřel téhož roku). Jeho sídlem byl londýnský palác Nottingham House (respektive Finch House), který později od dědiců koupil Vilém III. Oranžský. Palác je po přestavbách dnes známý jako Kensingtonský palác. Heneagovým nástupcem byl Daniel Finch, 2. hrabě z Nottinghamu (1647–1730), který patřil k vlivným politikům přelomu 17. a 18. století a zastával řadu funkcí ve vládě. Jeho hlavním sídlem byl zámek Burley House (Rutland), přestavěný koncem 17. století podle projektu Christophera Wrena. Krátce před smrtí zdědil po starší linii titul hraběte z Winchilsey (1729) a od té doby jsou oba tituly užívány současně. Jako stoupenci strany toryů byli Finchové v počátcích vlády hannoverské dynastie donuceni k dlouhodobé politické pasivitě, což se týká i druhé linie hrabat z Aylesfordu. Po pádu Walpolovy vlády se hned několik členů rodu opět zapojilo do vysoké politiky a Daniel Finch, 8. hrabě z Winchilsey a 3. hrabě z Nottinghamu (1689–1769) byl dvakrát ministrem námořnictva (1742–1744 a 1757). Ten měl ze dvou manželství šest dcer a hraběcí tituly přešly na jeho synovce George Finche, 9. hraběte z Winchilsey a 4. hraběte z Nottinghamu (1752–1826), který v mládí sloužil v armádě ve válce proti USA a později byl u dvora prvním královským komorníkem (Groom of the Stole). Koncem 18. století nechal přestavět nejstarší rodové sídlo Eastwell Park (Kent). Zemřel bez legitimních potomků, ale jeho nemanželský syn George Finch (1794–1870) získal právo na užívání jména a erbu Finchů (1808) a zdědil i značný podíl otcova majetku (zámek Burley House). V další generaci byl George Henry Finch (1835–1907) dlouholetým poslancem Dolní sněmovny (1867–1907). Oba hraběcí tituly přešly v roce 1826 na linii Finch-Hatton.

Zámek Kirby Hall (Northamptonshire), majetek rodu Finch-Hatton od roku 1764

Nejmladší bratr 8. hraběte z Winchilsey Edward Finch (1695–1771) byl vyslancem v Polsku, Švédsku a Rusku, kromě toho dlouholetým poslancem Dolní sněmovny za prestižní volební obvod cambridgeské univerzity. V roce 1764 zdědil po své pratetě Anne Hatton panství Kirby Hall (Northamptonshire), díky tomu také přijal jméno Finch-Hatton, které jeho potomstvo užívá dodnes. Edwardův syn George Finch-Hatton (1747–1823) byl dlouholetým poslancem Dolní sněmovny a oženil se s Elizabeth Murray, dcerou ministra zahraničí 2. hraběte z Mansfieldu. Jejich syn George William Finch-Hatton (1791–1858) se stal v roce 1826 dědicem obou hraběcích titulů z Winchilsey a Nottinghamu. V celkovém historickém kontextu nepatří sice k nijak významným osobnostem, ale proslavil se soubojem, který podstoupil v roce 1829 s tehdejším premiérem vévodou Wellingtonem kvůli emancipaci katolíků. Hraběcí tituly zdědili postupně tři jeho synové ze dvou manželství, za nejstaršího z nich došlo k hospodářskému úpadku rodiny a v roce 1868 bylo prodáno nejstarší rodové sídlo Eastwell Park. Mladší potomci rodiny se v 19. a 20. usazovali v koloniích, kde se věnovali hospodaření na farmách. Z nich byl nejznámější cestovatel a majitel pozemků v Africe Denys Finch-Hatton (1887–1931), který proslul jako přítel dánské spisovatelky Karen Blixenové.
Současným představitelem rodu je Daniel James Finch-Hatton, 17. hrabě z Winchilsey a 12. hrabě z Nottinghamu (*1967). Majetkem rodu je stále zámek Kirby Hall (Northamptonshire), který ale spravuje organizace English Heritage a je přístupný veřejnosti. Faktickým sídlem rodu je South Cadbury House (Somerset), zakoupený v roce 1962.

## Hrabata z Aylesfordu

Erb hrabat z Aylesfordu

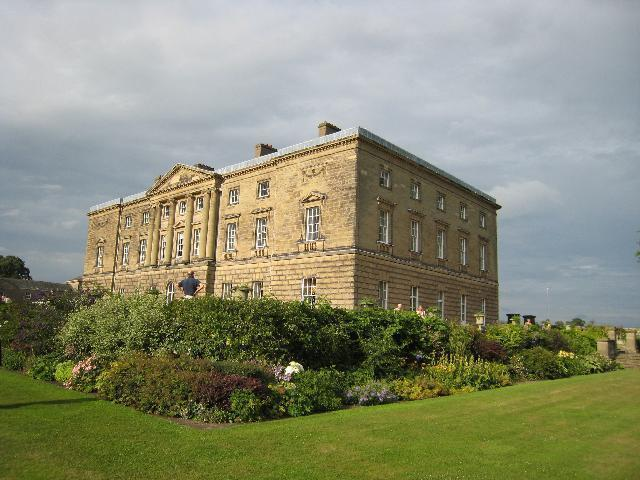
Zámek Packington Hall (Warwickshire)

Heneage Finch, 1. hrabě z Aylesfordu (1649–1719), byl mladším synem lorda kancléře 1. hraběte z Nottinghamu (1620-1682). Stejně jako otec zastával vysoké funkce v justici a za podporu nástupu hannoverské dynastie získal v roce 1714 titul hraběte z Aylesfordu, stejně jako příslušníci druhé rodové linie byl ale vzápětí odvolán z vysokých funkcí. Hraběcí titul byl odvozen od názvu panství Aylesford východně od Londýna, které bylo dědictvím Heneagovy manželky Elizabeth Banks (1655–1743), dcery bohatého londýnského obchodníka Sira Johna Bankse. Součástí dědictví byl bývalý klášter Aylesford Priory, který však členové rodu trvale neobývali. Stálým sídlem se opět díky dědictví stal zámek Packington Hall (Warwickshire), který sňatkem získal Heneage Finch, 2. hrabě z Aylsefordu (1683–1757). Jeho syn Heneage Finch, 3. hrabě z Aylesfordu (1715–1777), byl před převzetím dědictví dlouholetým členem Dolní sněmovny a později nechal v palladiánském stylu přestavět zámek Packington Hall. V linii jeho mladšího syna Charlese Finche (1752–1819) přijali potomci jméno Wynne-Finch a z této větve vynikli ve 20. století dva bratři, důstojníci John Charles Wynne-Finch (1891–1982) a Sir Charles Heneage Wynne-Finch (1893–1961). Rodina Wynne-Finch vlastní statky ve Walesu.
Pokračovatelem hlavní linie byl Heneage Finch, 4. hrabě z Aylesfordu (1751–1812), který byl armádním důstojníkem a krátce poslancem Dolní sněmovny, později zastával řadu let funkce u dvora a jako poslední z rodiny Finchů byl členem vlády v hodnosti lorda nejvyššího hofmistra (1804–1812). Charles Daniel Finch, 10. hrabě z Aylesfordu (1886-1958) sloužil v armádě a krátce byl vojenským tajemníkem australského generálního guvernéra. V roce 1912 přijal jméno spřízněného rodu Knightley a od té doby se tato linie uvádí pod příjmením Finch-Knightley. Současným představitelem rodu je Charles Heneage Finch-Knightley, 12. hrabě z Aylesfordu (*1947).

## Osobnosti rodu

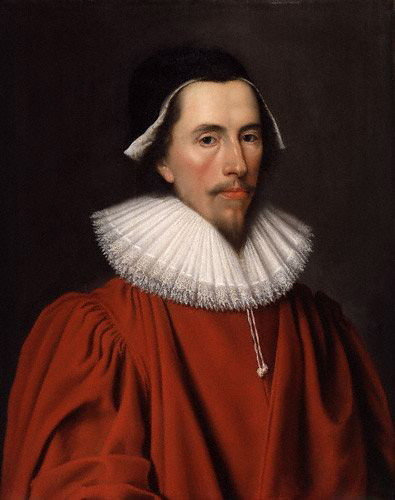
Heneage Finch (1580–1631), předseda Dolní sněmovny

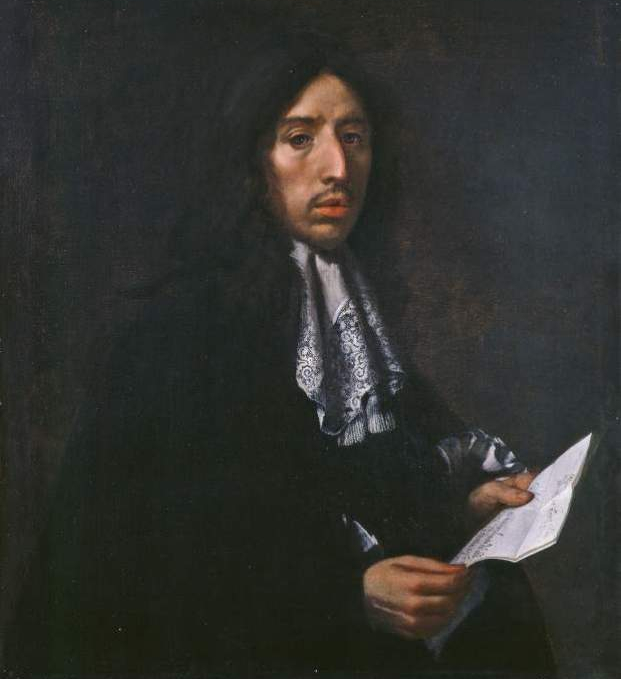
John Finch (1626–1682), velvyslanec v Turecku

- Heneage Finch (1580–1631), předseda Dolní sněmovny
- John Finch (1584–1660), předseda Dolní sněmovny
- Heneage Finch, 1. hrabě z Nottinghamu (1620–1682), lord kancléř (1673–1682), 1681 hrabě z Nottinghamu
- John Finch (1626–1682), diplomat, vyslanec v Turecku (1672–1681)
- Heneage Finch, 3. hrabě z Winchilsey (1627–1689), lord strážce pěti přístavů 1660 a 1669–1689, vyslanec v Turecku 1660-1668
- Daniel Finch, 2. hrabě z Nottinghamu (1647–1730), ministr vnitra a zahraničí, prezident Tajné rady
- Heneage Finch, 1. hrabě z Aylesfordu (1649–1719), právník, nejvyšší státní zástupce 1679–1686, 1714 hrabě z Aylesfordu
- Charles Finch, 4. hrabě z Winchilsey (1672–1712), ministr obchodu 1711–1712
- Heneage Finch, 2. hrabě z Aylesfordu (1683–1757), správce korunních klenotů
- Daniel Finch, 8. hrabě z Winchilsey (1689–1769), ministr námořnictva, prezident Tajné rady, rytíř Podvazkového řádu
- William Finch (1691–1766), diplomat, vyslanec v Holandsku
- John Finch (1692–1763), dvořan, poslanec Dolní sněmovny
- Henry Finch (1694–1761), dvořan, poslanec Dolní sněmovny
- Edward Finch-Hatton (1695–1771), diplomat, vyslanec v Polsku, Švédsku a Rusku
- Heneage Finch, 4. hrabě z Aylesfordu (1751–1812), politik, dvořan, lord nejvyšší hofmistr
- George Finch, 9. hrabě z Winchilsey (1752–1826), politik, dvořan, první královský komorník
- William Clement Finch (1753–1794), kontradmirál
- Edward Finch (1756–1843), generál, politik, poslanec Dolní sněmovny
- Heneage Finch, 5. hrabě z Aylesfordu (1786–1859), důstojník, politik, poslanec Dolní sněmovny
- George Hatton-Finch, 10. hrabě z Winchilsey (1791–1858), politik, důstojník
- George Finch (1794–1870), nemanželský syn 9. hraběte z Winchilsey, poslanec Dolní sněmovny
- George Henry Finch (1835–1907), poslanec Dolní sněmovny
- Harold Heneage Finch-Hatton (1856–1904), spisovatel, poslanec Dolní sněmovny